# Foolish (Superchunk)
Foolish è il quarto album in studio del gruppo musicale statunitense Superchunk, pubblicato nel 1994.

## Tracce
1. Like a Fool – 4:42
2. The First Part – 4:47
3. Water Wings – 4:03
4. Driveway to Driveway – 4:41
5. Saving my Ticket – 3:25
6. Kicked In – 4:22
7. Why Do You Have to Put a Date on Everything – 4:33
8. Without Blinking – 3:10
9. Keeping Track – 4:42
10. Revelations – 3:38
11. Stretched Out – 4:13
12. In a Stage Whisper – 3:59